# Lijst van burgemeesters van Gestel en Blaarthem
Dit is een lijst van burgemeesters van de voormalige Nederlandse gemeente Gestel en Blaarthem tot die gemeente in 1920 opging in de gemeente Eindhoven.
| Ambtsperiode | Naam burgemeester                                      | Partij of stroming | Bijzonderheden              |
| ------------ | ------------------------------------------------------ | ------------------ | --------------------------- |
| 18?? - 1834  | Henricus Johannes van der Waerden                      |                    | schout/burgemeester         |
| 1834 - 1860  | Jan (J.) Moonen                                        |                    |                             |
| 1860 - 1874  | J. Moonen                                              |                    |                             |
| 1874 - 1910  | Egidius Henricus van Gennip                            |                    |                             |
| 1910 - 1918  | Theodorus Carolus Petrus Maria Kolfschoten (1881-1951) |                    | later burgemeester van Edam |